# Phreatia limenophylax
Phreatia limenophylax är en orkidéart som först beskrevs av Stephan Ladislaus Endlicher, och fick sitt nu gällande namn av Heinrich Gustav Reichenbach. Phreatia limenophylax ingår i släktet Phreatia och familjen orkidéer. Inga underarter finns listade i Catalogue of Life.